# Killing Loneliness
«Killing Loneliness» es el segundo sencillo del disco Dark Light, de la banda finlandesa HIM. Fue lanzado en febrero de 2006, en Alemania. El 11 de mayo de 2006, su autor, Ville Valo, confirmó que la canción se inspiró en el skater Brandon Novak, quien afirmaba que su adicción a la heroína era una necesidad que él llamaba «kill the loneliness» (‘matar la soledad’). La canción aparece en el videojuego musical Rock Band 3.

## Video musical
Hay dos versiones: la europea y la estadounidense. La versión americana fue grabada en abril de 2006 y lanzada en mayo de ese mismo año; en el video aparece la tatuadora Kat Von D.

## Versiones del sencillo
| Killing Loneliness / Versión finlandesa |                               |          |  |
| N.º                                     | Título                        | Duración |  |
| 1.                                      | «Killing Loneliness»          | 4:29     |  |
| 2.                                      | «Wings of a Butterfly» (live) | 3:26     |  |
| 3.                                      | «Play Dead» (live)            | 4:00     |  |

| Killing Loneliness / Versión alemana |                               |          |  |
| N.º                                  | Título                        | Duración |  |
| 1.                                   | «Killing Loneliness»          | 4:29     |  |
| 2.                                   | «The Cage»                    | 4:17     |  |
| 3.                                   | «Wings of a Butterfly» (live) | 3:26     |  |
| 4.                                   | «Killing Lonelines» (video)   | 4:01     |  |

| Killing Loneliness / Versión japonesa |                               |          |  |
| N.º                                   | Título                        | Duración |  |
| 1.                                    | «Killing Loneliness»          | 4:29     |  |
| 2.                                    | «Under the Rose» (live)       | 3:55     |  |
| 3.                                    | «Wings of a Butterfly» (live) | 3:26     |  |
| 4.                                    | «Play Dead» (live)            | 4:00     |  |
| 5.                                    | «Vampire Heart» (live 5:13)   | 3:26     |  |
| 6.                                    | «The Cage»                    | 4:17     |  |
| 7.                                    | «Killing Lonelines» (video)   | 4:00     |  |

| Killing Loneliness / Versión inglesa |                         |          |  |
| N.º                                  | Título                  | Duración |  |
| 1.                                   | «Killing Loneliness»    | 4:29     |  |
| 2.                                   | «Under the Rose» (live) | 3:55     |  |